# Zeta Normae
Zeta Normae (ζ Normae, förkortat Zeta Nor, ζ Nor) är en ensam stjärna belägen i den mellersta delen av stjärnbilden Vinkelhaken. Den har en skenbar magnitud på 5,81 och är svagt synlig för blotta ögat där ljusföroreningar ej förekommer. Baserat på parallaxmätning inom Hipparcosuppdraget på ca 15,0 mas, beräknas den befinna sig på ett avstånd på ca 218 ljusår (ca 67 parsek) från solen. Den rör sig genom rymden i riktning mot solen med en radiell hastighet på -45,6 km/s.

## Egenskaper
Zeta Normae är en gul till vit jättestjärna av spektralklass F2 III, vilket anger att den lämnat huvudserien efter att ha förbrukat förrådet av väte i dess kärna. Den har en beräknad massa som är ca 1,7 gånger större än solens massa, en radie som är ca 3 gånger större än solens och utsänder från dess fotosfär ca 16 gånger mera energi än solen vid en effektiv temperatur av ca 6 700 K.